# Озарків Ігор Ігорович
Ігор Ігорович Озарків (нар. 21 січня 1992) — український футболіст, правий захисник та півзахисник грузинського клубу «Колхеті-1913».

## Життєпис

### Клубна кар'єра
Почав займатися футболом у жидачівській ДЮСШ, де його тренером був Володимир Сапуга. Пізніше Ігор продовжив займатися футболом у складі школи львівських «Карпат», де тренером був Ярослав Кікоть. У дитячо-юнацькій футбольній лізі України виступав з 2005 року по 2009 рік за «Карпати». 2008 року також грав за Львівське училище фізичної культури (УФК). Виступаючи в ДЮФЛ за «Карпати», грав як капітан і був одним з лідерів команди. Навесні 2007 року на одному з молодіжних турнірів Озарків був названий найкращим півзахисником турніру. У серпні 2008 року став срібним призером на міжнародному юнацькому турнірі Кубок «Карпат», також був визнаний найкращим півзахисником турніру.
У червні 2009 року закінчив виступати в ДЮФЛ і почав виступати за «Карпати-2». 13 червня 2009 року дебютував у складі «Карпат-2» в Другій лізі України, в останньому 34 турі сезону 2008/09 у виїзній грі проти тернопільської «Ниви» (4:3), Озарків вийшов на 63 хвилині замість Станіслава Чучмана. Літні збори 2009 року провів у складі «Карпат-2». За «Карпати-2» провів всього 13 матчів та забив 1 гол (у ворота «Львова-2») у Другій лізі, в Кубку української ліги зіграв 2 гри.
Після того, як йому виповнилося 18 років він підписав свій перший професійний контракт, строком на п'ять років. Взимку 2010 року разом з дублем відправився на збори до Криму. У лютому 2010 року на Кубку Кримтеплиці дубль «Карпат» посів 6 місце, у грі за 5-е місце команда поступилася в серії пенальті ялтинському «Форосу», Озарків бив першим і не забив гол. 5 березня 2010 року дебютував у молодіжній першості України у виїзному матчі проти луганської «Зорі» (0:1), Озарків вийшов на 68 хвилині замість Ігоря Тістика. У сезоні 2009/10 дубль «Карпат» став переможцем молодіжного чемпіонату, під керівництвом Романа Толочка, Озарків у цьому сезоні зіграв 10 матчів та забив 2 голи.
Головний тренер «Карпат» Олег Кононов взяв Ігоря на матч 22 вересня 2010 року, 1/16 фіналу Кубка України проти комсомольського «Гірника-Спорт» (0:5), Озарків всю гру просидів на лавці запасних і на поле не вийшов. Наприкінці вересня 2010 року разом з основним складом «Карпат» поїхав на короткостроковий збір у Крим. Взимку 2011 року разом з дублем «Карпат» вирушив на збір до Криму. Озарків також взяв участь у Кубку Кримтеплиці, молодіжний склад «Карпат» зайняв 4 місце. У травні 2011 року Кононов повернув Ігоря до тренувань з основною командою. 7 травня 2011 року в домашньому матчі проти київського «Динамо» (1:2), Озарків потрапив у заявку на гру, але на поле не вийшов. Всього в молодіжній першості сезону 2010/11 провів 25 ігор і забив 2 голи, «Карпати» посіли 4 місце.
Улітку 2011 року вперше разом з основною командою «Карпат» вирушив на тренувальний збір до Австрії. 1 жовтня 2011 року дебютував у Прем'єр-лізі України у виїзному матчі проти луцької «Волині» (0:2), Озарків вийшов наприкінці гри в доданий час замість Олександра Гурулі.
Усього в тому сезоні провів за команду 10 матчів у чемпіонаті, а вже з наступного став основним гравцем «левів», зігравши у 21 матчі чемпіонату, в якому забив 1 гол.
Проте після приходу влітку 2013 року на посаду головного тренера «левів» Олександра Севідова Озарків втратив місце в основі і став виступати виключно за молодіжну команду, а у січні 2014 року відданий на рік в оренду в першолігову «Олександрію».
У вересні 2014 року перейшов до тернопільської «Ниви». 2 лютого 2016 року отримав статус вільного агента у зв'язку з розпуском тернопільської команди.
На початку серпня 2016 року став гравцем грузинського клубу «Колхеті-1913».

### Кар'єра в збірній
Уперше в юнацьку збірну України до 18 років викликаний в грудні 2009 року на два товариські матчі проти однолітків з Франції. 10 грудня 2009 року дебютував у складі збірної в другому матчі з ними (1:1), Озарків вийшов наприкінці гри в доданий час замість Антона Долгова. Пізніше його також викликав Олександр Головко на Меморіал Валентина Гранаткіна, який проходив в Санкт-Петербурзі. У своїй групі Україна посіла 1 місце, обігнавши Туреччину, Азербайджан та Фінляндію та вийшла у фінал. У фіналі юнацька збірна України поступилася Росії (3:0). На турнірі Озарків зіграв у всіх 4 іграх та отримав 2 жовті картки.
У березні 2010 року зіграв у двох товариських іграх проти збірної Туреччини (U-18). У квітні 2010 року викликаний на турнір Slovakia Cup, де Україна (U-18) посіла 8 місце. Після цього зіграв у товариській грі проти однолітків зі Швейцарії (2:0).
Улітку 2010 рок дебютував за збірну (U-19) двома матчами проти юнацької збірної Ірландії. У вересні 2010 року виступав на Меморіалі Стевана Вілотича в Сербії.
Брав участь у кваліфікаційному раунді чемпіонату Європи 2011 (U-19). У своїй групі Україна посіла 1 місце, обігнавши Росію, Данію та Швецію і вийшла в еліт-раунд. Озарків зіграв у двох іграх, у матчі з Росією залишився на лавці запасних. У лютому 2011 року зіграв у товариській грі проти Росії (U-19) (0:1), а у квітні проти Естонії (1:0). У еліт-раунді Україна посіла 3 місце у своїй групі, обігнавши Польщу та поступившись Італії та Ірландії. Озарків зіграв лише в матчі з Італією (1:0).
Усього за юнацьку збірну України Ігор провів 22 матчі, в яких отримав 6 жовтих карток. Ставши основним гравцем збірної.
Із весни 2012 року став залучатись до матчів молодіжної збірної України.

## Досягнення

### Клубні
- Переможець молодіжного чемпіонату України (1) : 2009/10

### Збірна
- Фіналіст Меморіалу Гранаткіна: 2010